# خاکریز (ایجرود)
خاکریز (ایجرود)، روستایی از توابع بخش مرکزی شهرستان ایجرود در استان زنجان ایران است.

## جمعیت
این روستا در دهستان ایجرود بالا قرار دارد و براساس سرشماری مرکز آمار ایران در سال ۱۳۸۵، جمعیت آن ۱۶۲ نفر (۴۱خانوار) بوده‌است.